# Clypeola eriocarpa
Clypeola eriocarpa är en korsblommig växtart som beskrevs av Antonio José Cavanilles. Clypeola eriocarpa ingår i släktet Clypeola, och familjen korsblommiga växter. Inga underarter finns listade i Catalogue of Life.